# Багиров, Александр Борисович
Алекса́ндр Бори́сович Баги́ров (род. 18 мая 1974, Москва) — российский ударник, солист-концертмейстер Государственного академического симфонического оркестра России имени Е. Ф. Светланова и Московского государственного академического симфонического оркестра под управлением В. Дударовой, Заслуженный артист Российской Федерации.

## Биография
Александр Багиров окончил Российскую академию Гнесиных в 1998 году. Начал свою исполнительскую карьеру в оркестре «Русская филармония», затем работал в Московском государственном академическом симфоническом оркестре под управлением В. Дударовой. С 2003 года Багиров работает в Госоркестре России имени Е. Ф. Светланова. Ему присвоено почётное звание Заслуженный артист Российской Федерации.